# Usoa Ostolaza
Usoa Ostolaza Zabala (* 25. Februar 1998 in Zarautz) ist eine spanische Triathletin und Radrennfahrerin aus dem Baskenland.

## Sportliche Laufbahn
Ihre sportliche Laufbahn begann Ostolaza beim Triathlon. 2019 wurde sie im Alter von 19 Jahren spanische Vizemeisterin über die Mitteldistanz und galt als vielversprechendes Talent für die Zukunft. Aufgrund einer Schulterverletzung und einer Knöchelverletzung im Verlauf des Jahres 2020 konnte sie jedoch nicht trainieren und zog sich zunächst aus dem Triathlon zurück. Da sie beim Radfahren schmerzfrei war, wandte sie sich dem Radsport zu und bestritt für einen örtlichen Verein ihrer Heimatstadt mehrere Rennen auf der Straße.
Zur Saison 2021 trat Ostolaza dem baskischen UCI Women’s Continental Team Laboral Kutxa-Fundación Euskadi bei, bei dem sie in den ersten beiden Jahren ohne nennenswerte Ergebnisse blieb. Ende 2021 kehrte sie noch einmal in den Triathlon zurück und wurde spanische Meisterin über die Mitteldistanz.
2023 war Ostolaza erstmals bei einem Rennen des nationalen Kalenders erfolgreich. 2024 machte sie zunächst durch einen dritten Platz beim Gran Premio Ciudad de Eibar auf sich aufmerksam. Ihren ersten Sieg bei einem internationalen Rennen erzielte sie auf der zweiten Etappe der Tour Féminin International des Pyrénées, als sie die Bergankunft am Col d’Aubisque gewann. Mit dem Etappenerfolg legte sie auch den Grundstein für den Gewinn der Gesamtwertung, den ersten Sieg bei einer Rundfahrt für ihr Team überhaupt. Im Juni distanzierte sie bei den spanischen Meisterschaften im Schlussanstieg die Favoritin Mavi García und sicherte sich den Titel im Straßenrennen.

## Erfolge
2024
- Gesamtwertung, eine Etappe und Punktewertung Tour Féminin International des Pyrénées
- Spanische Meisterin – Straßenrennen

2025
- zwei Etappen und Bergwertung Tour El Salvador
- Gesamtwertung, eine Etappe und Punktewertung Tour Féminin International des Pyrénées